# Station Barenton-sur-Serre
Station Barenton-sur-Serre is een spoorwegstation in de Franse gemeente Barenton-sur-Serre.